# Кротергерсайм
Кротергерсайм (фр. Krautergersheim) — коммуна на северо-востоке Франции в регионе Гранд-Эст (бывший Эльзас — Шампань — Арденны — Лотарингия), департамент Нижний Рейн, округ Селеста-Эрстен, кантон Оберне.
Площадь коммуны — 6,37 км², население — 1591 человек (2006) с тенденцией к росту: 1715 человек (2013), плотность населения — 269,2 чел/км².

## Население
Население коммуны в 2011 году составляло 1732 человека, в 2012 году — 1723 человека, а в 2013-м — 1715 человек.
| 1962 | 1968 | 1975 | 1982 | 1990 | 1999 | 2006 | 2008 | 2011 | 2012 | 2013 |
| ---- | ---- | ---- | ---- | ---- | ---- | ---- | ---- | ---- | ---- | ---- |
| 1102 | 1086 | 1043 | 1303 | 1388 | 1590 | 1591 | 1630 | 1732 | 1723 | 1715 |

Динамика населения:

## Экономика
В 2010 году из 1127 человек трудоспособного возраста (от 15 до 64 лет) 857 были экономически активными, 270 — неактивными (показатель активности 76,0 %, в 1999 году — 77,3 %). Из 857 активных трудоспособных жителей работали 818 человек (431 мужчина и 387 женщин), 39 числились безработными (20 мужчин и 19 женщин). Среди 270 трудоспособных неактивных граждан 85 были учениками либо студентами, 137 — пенсионерами, а ещё 48 — были неактивны в силу других причин.

## Достопримечательности (фотогалерея)

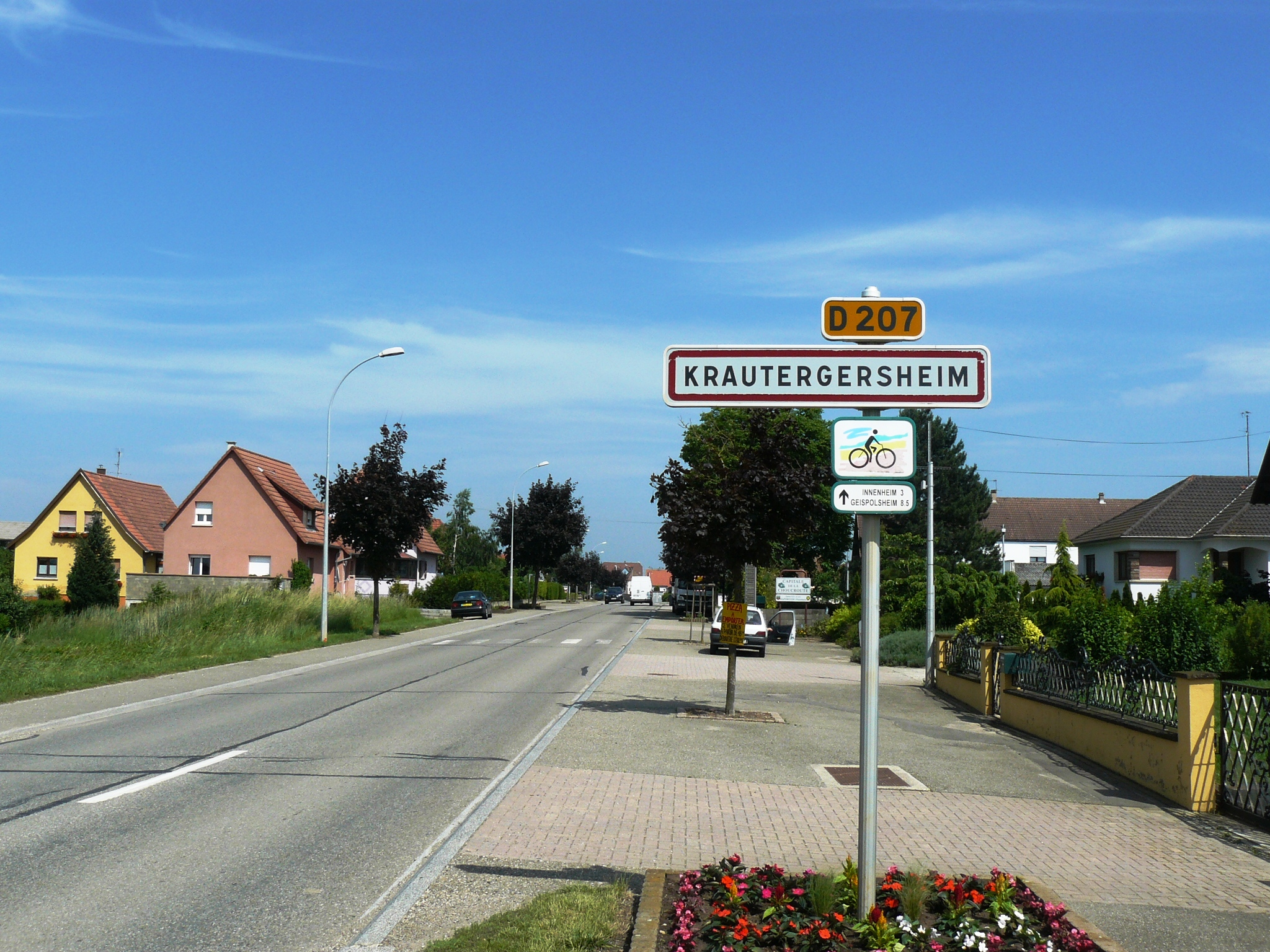
На въезде
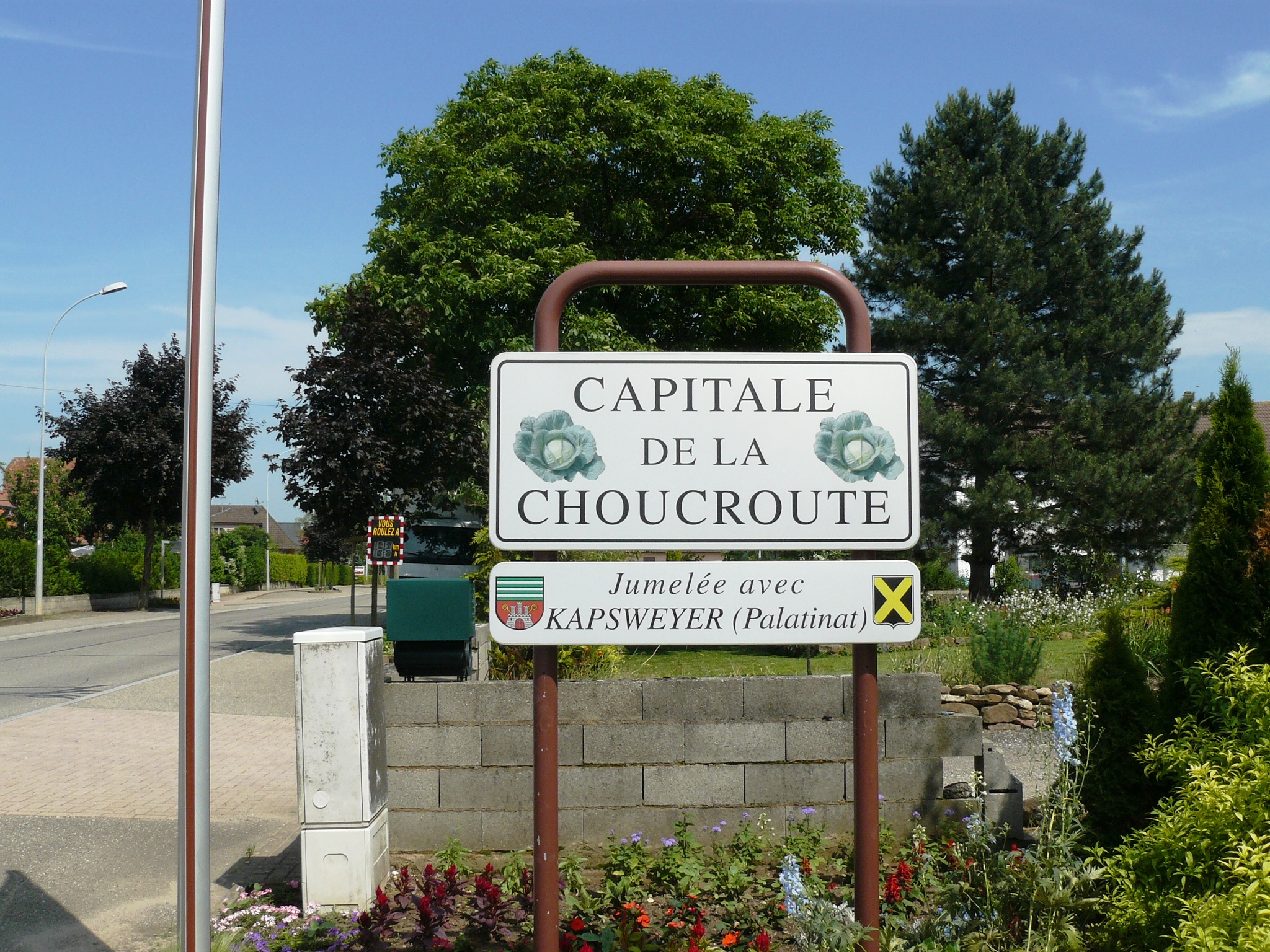
Реклама квашеной капусты
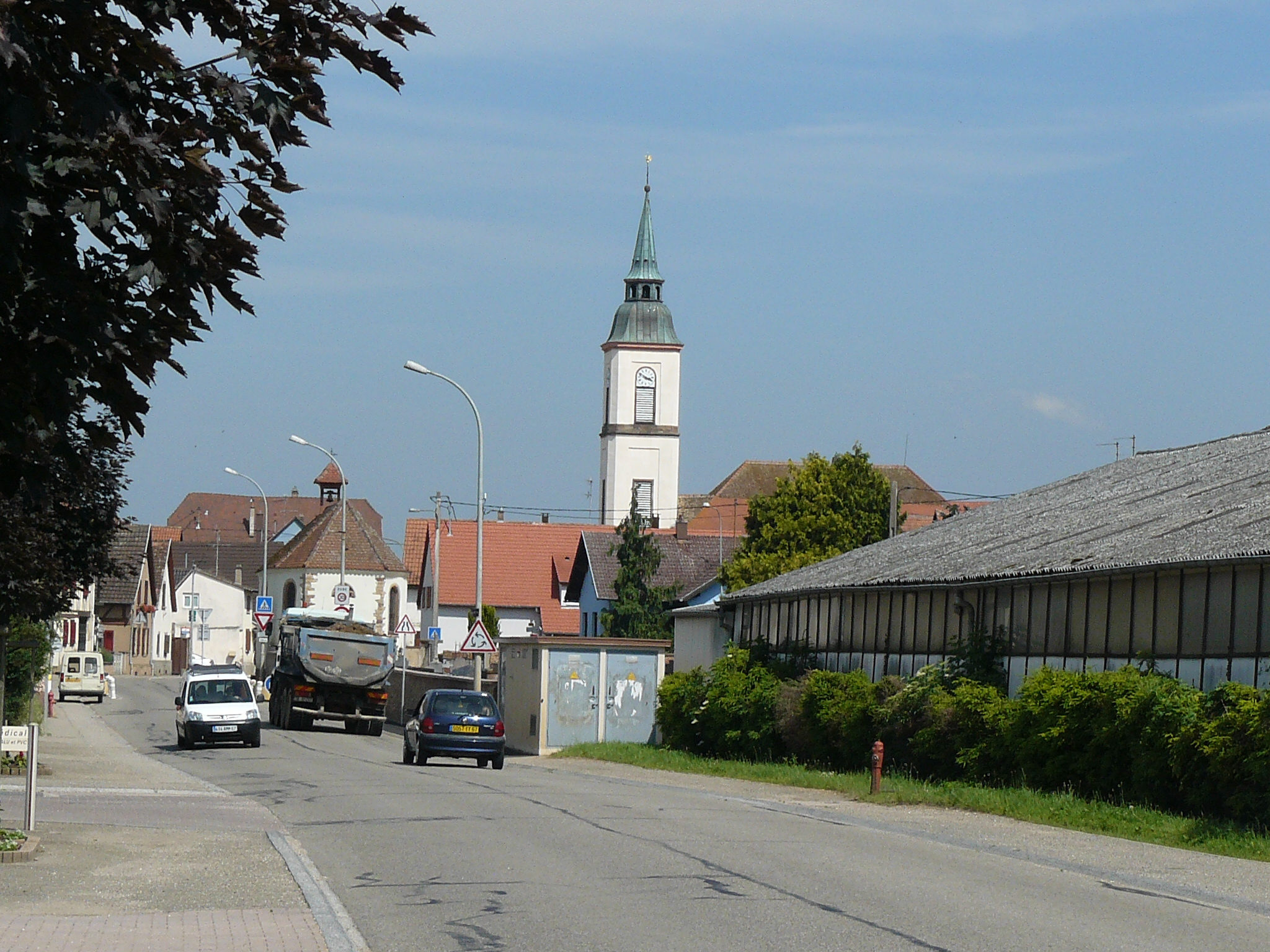
Центральная улица
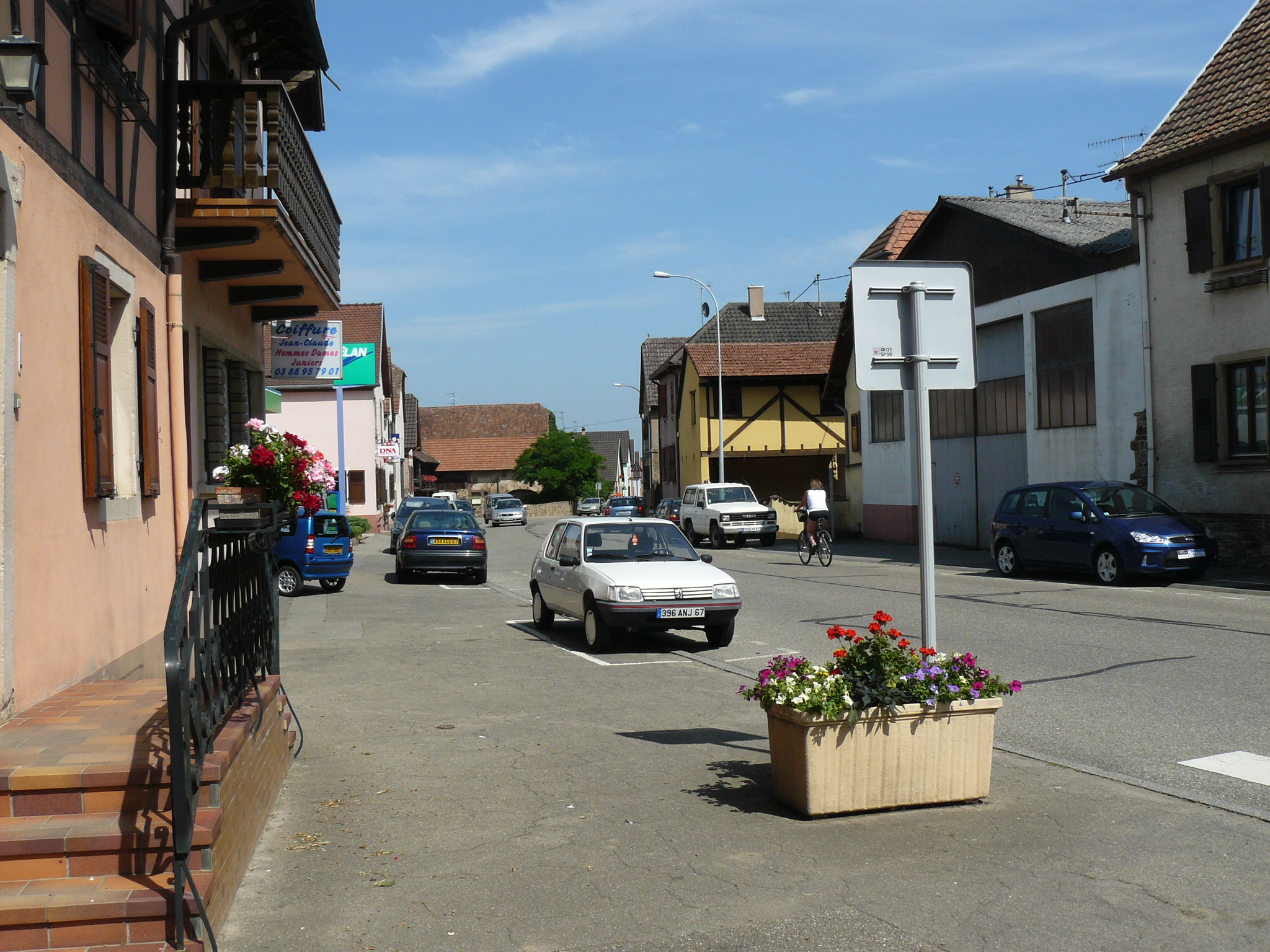
На главной улице
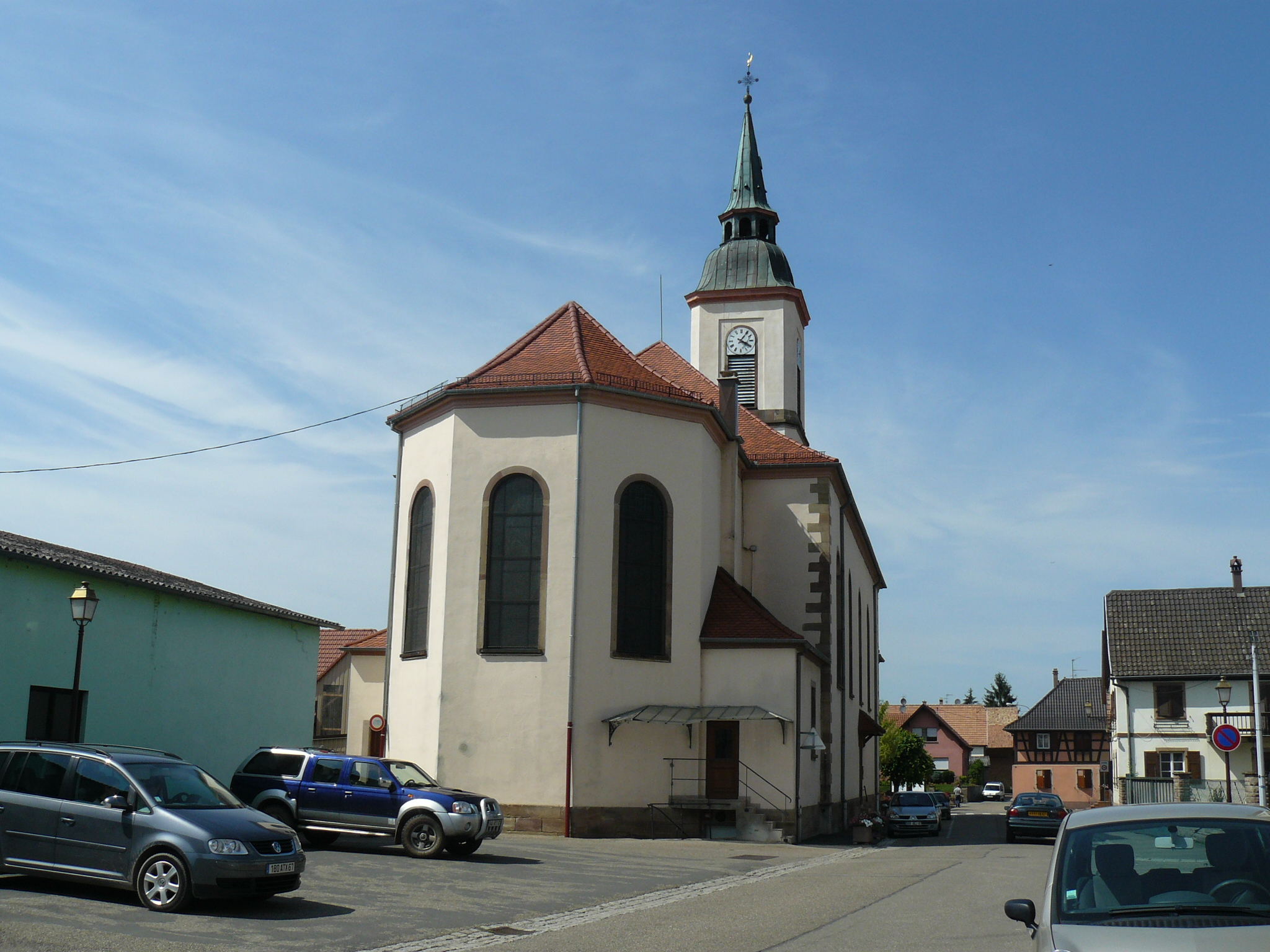
Церковь
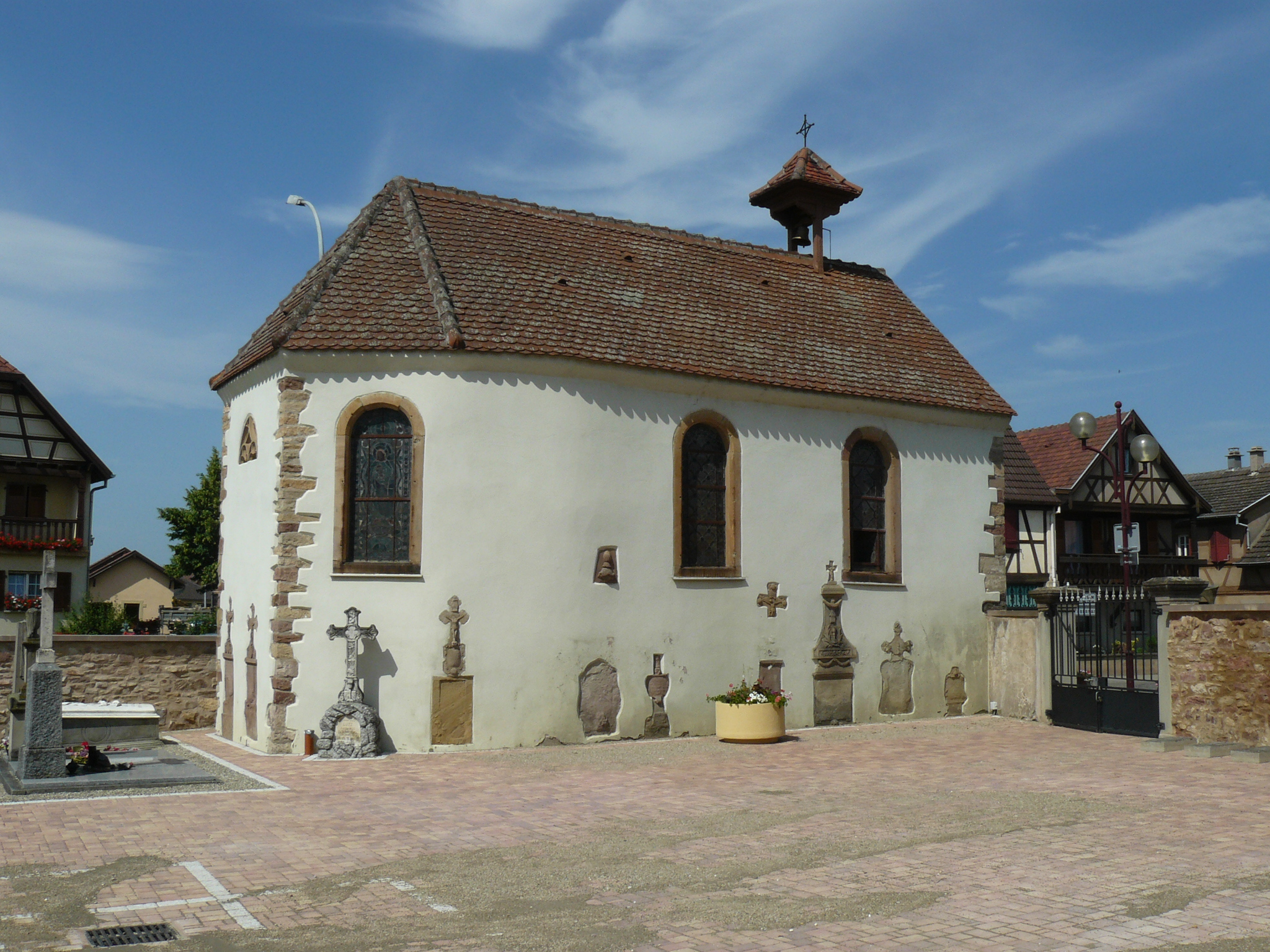
Часовня
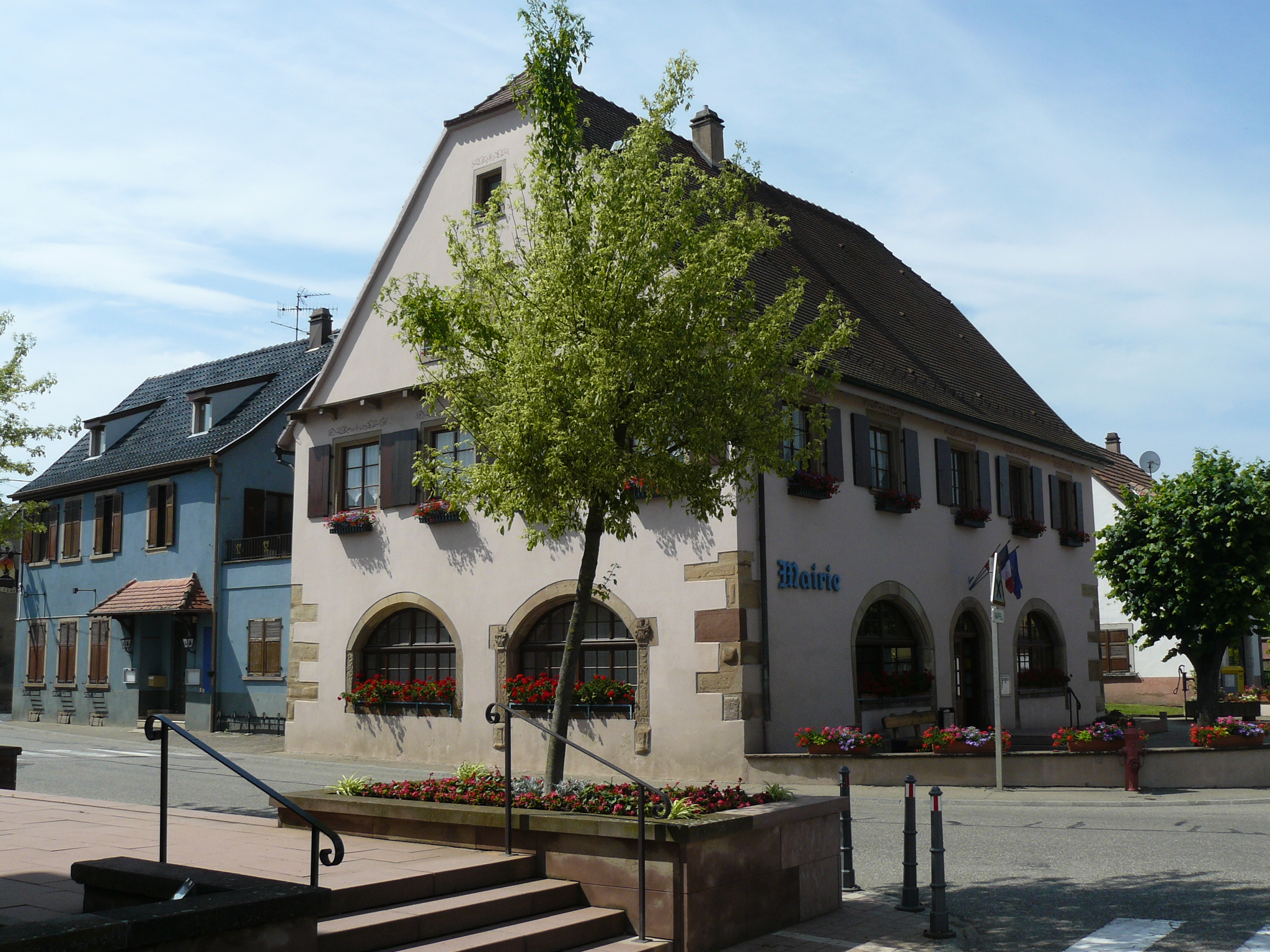
Здание мэрии
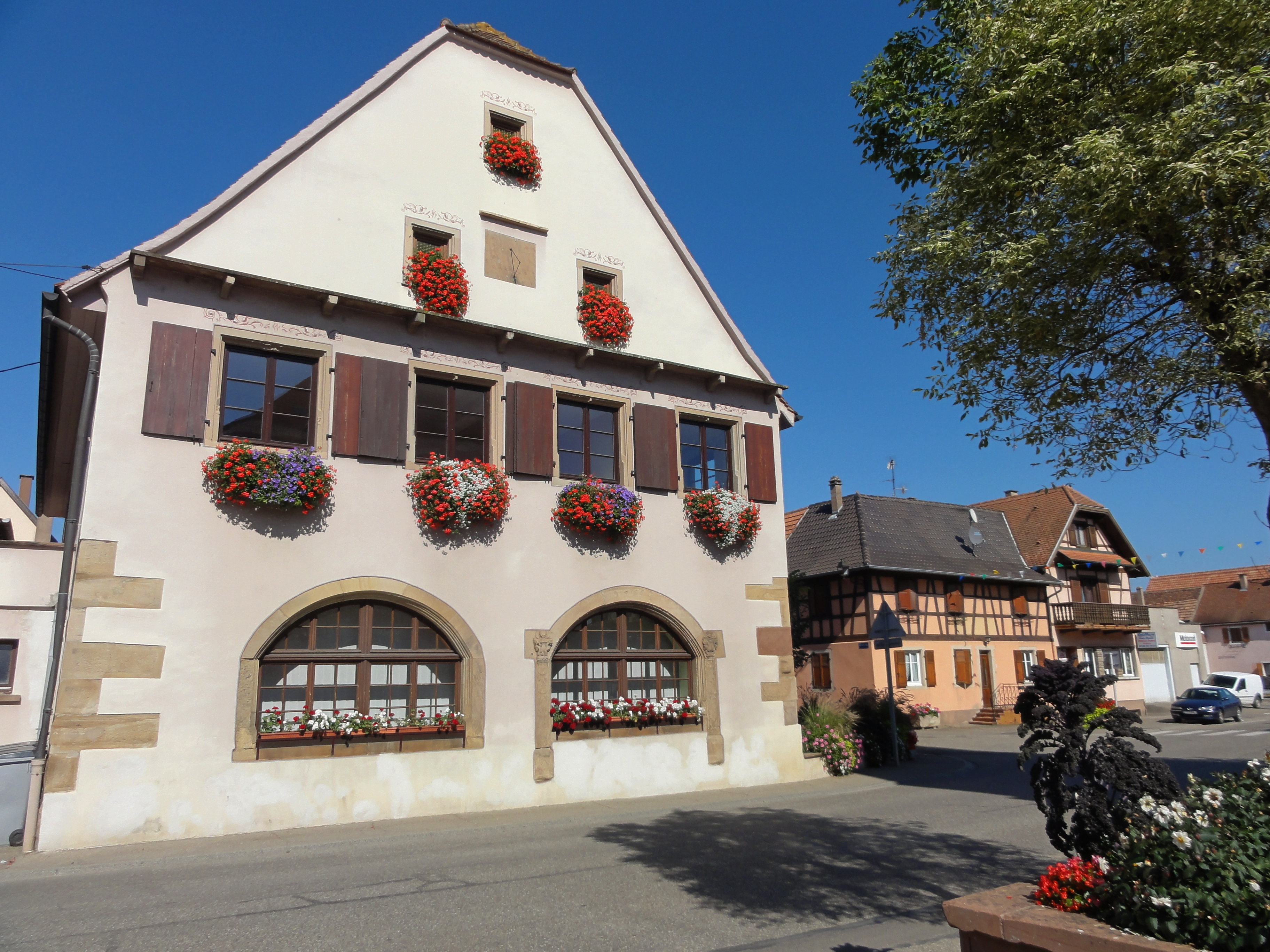
Здание мэрии
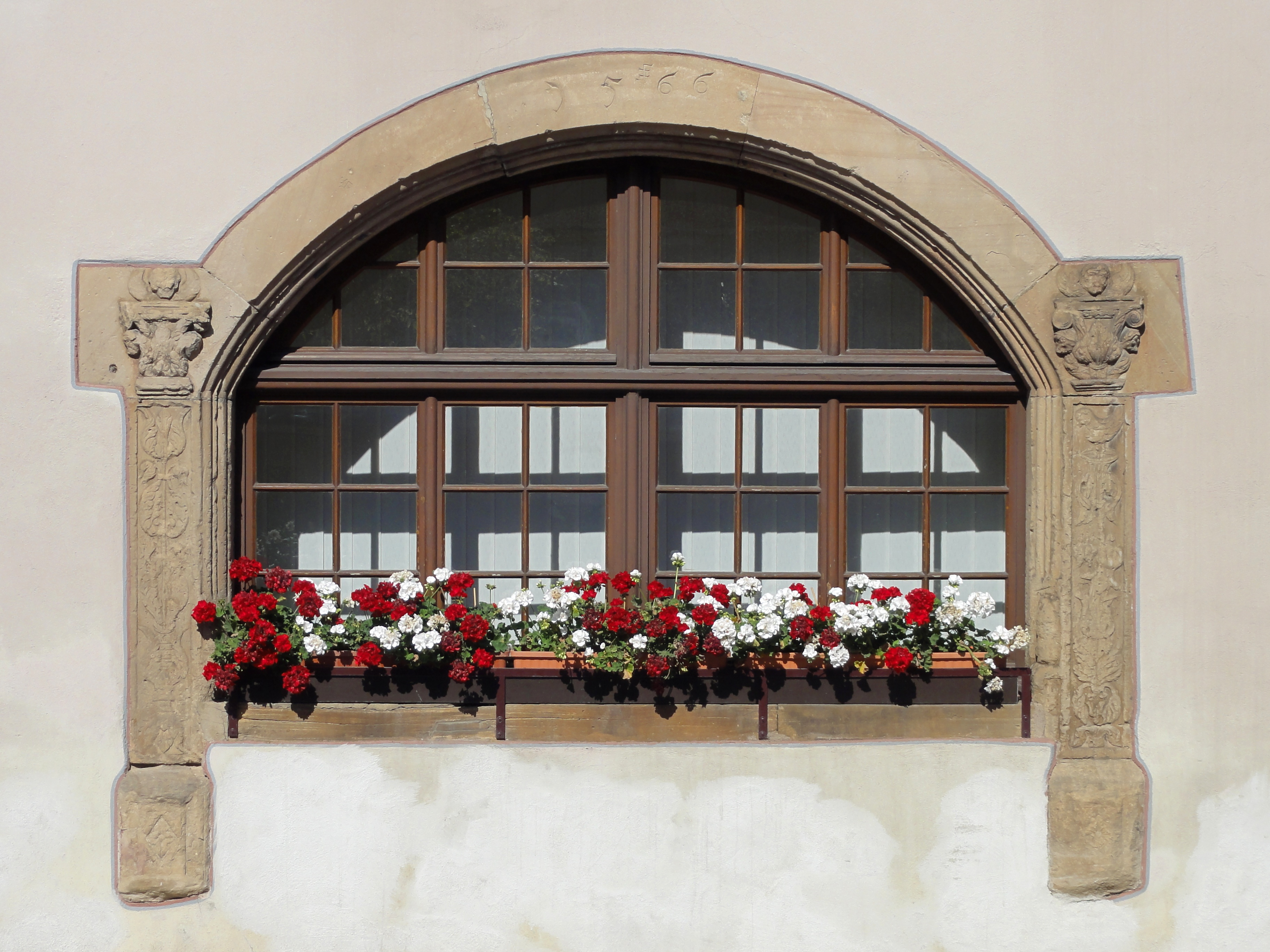
Обрамление окна мэрии
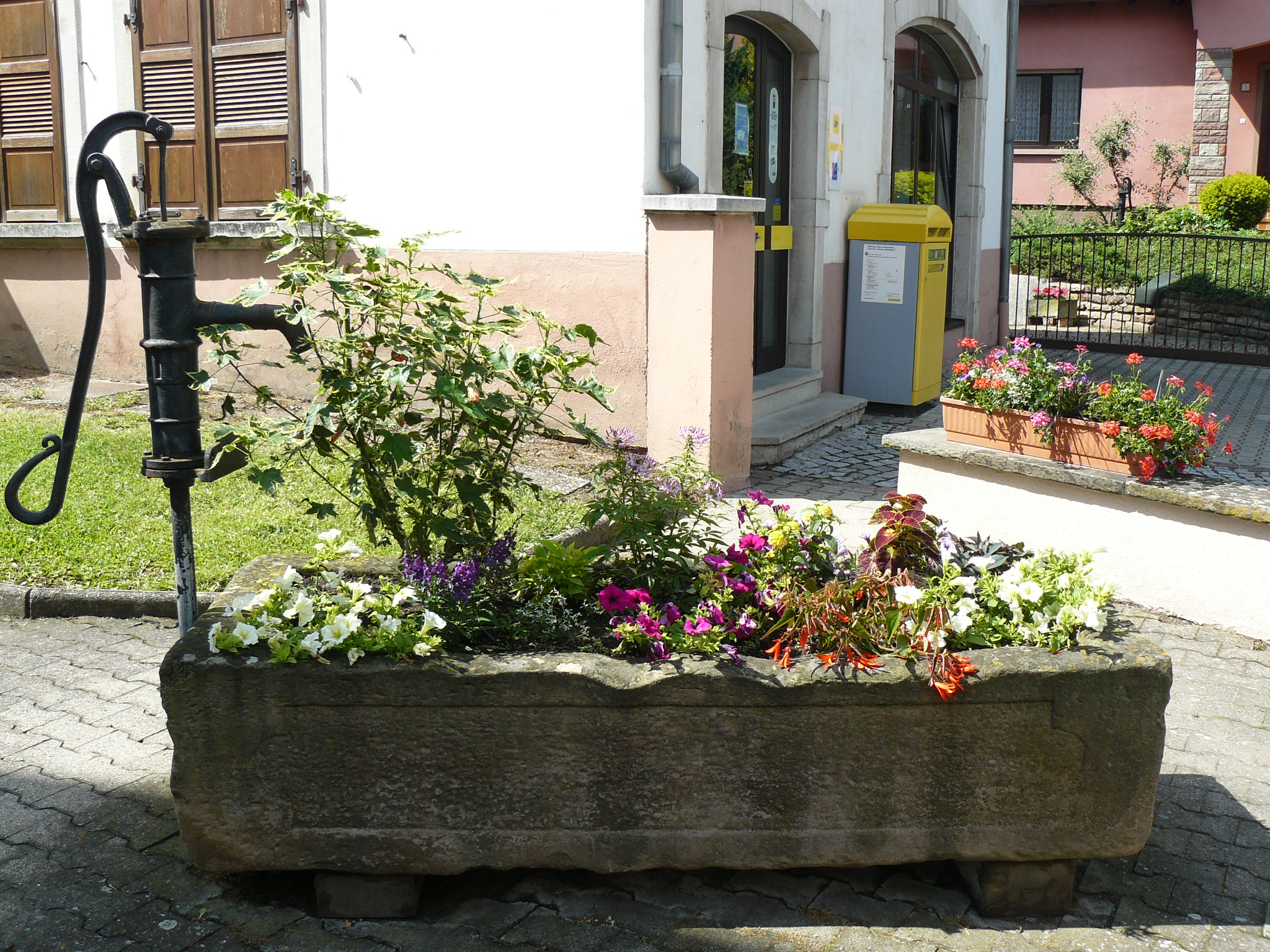
Небольшой фонтан с насосом возле мэрии
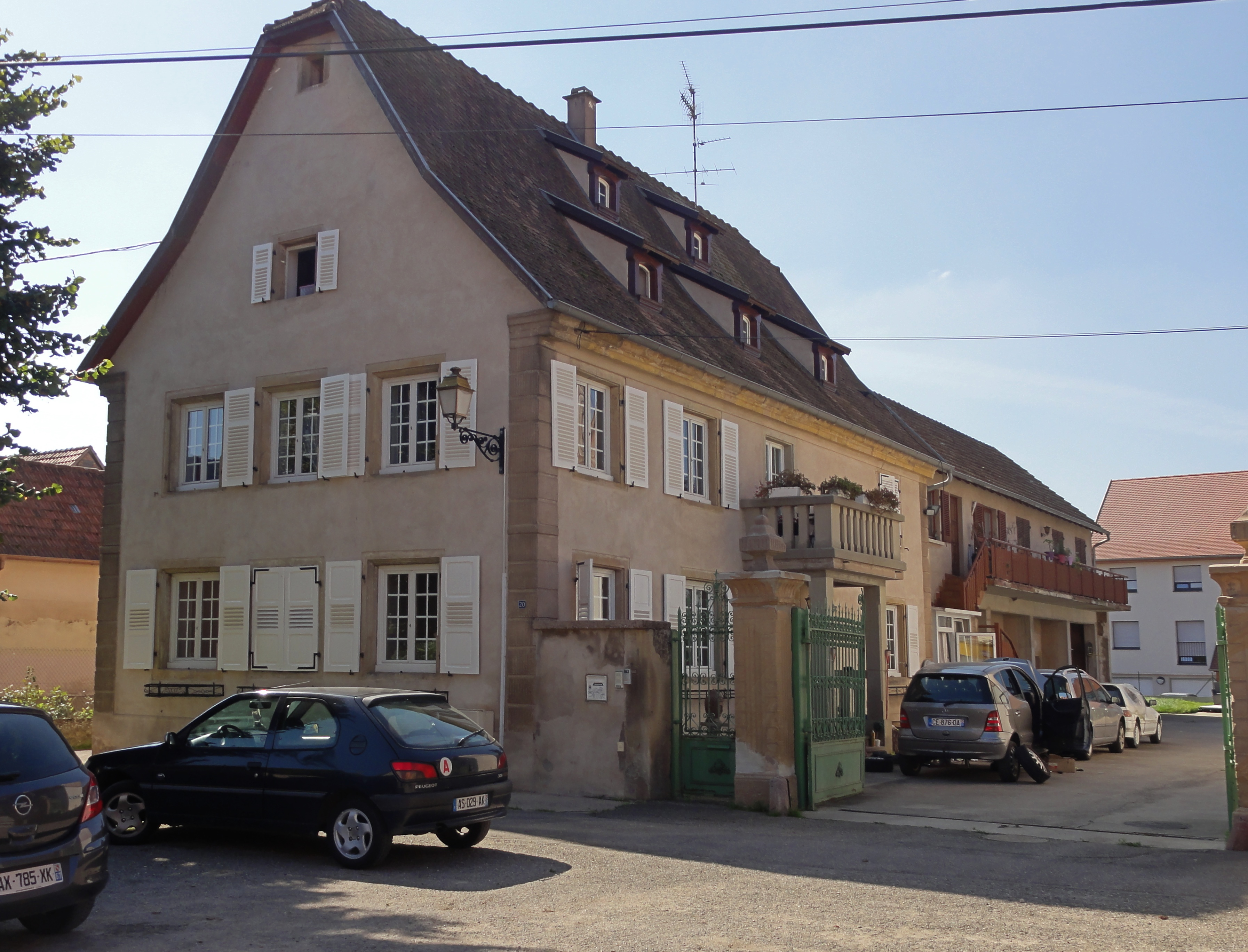
Здание старой фермы
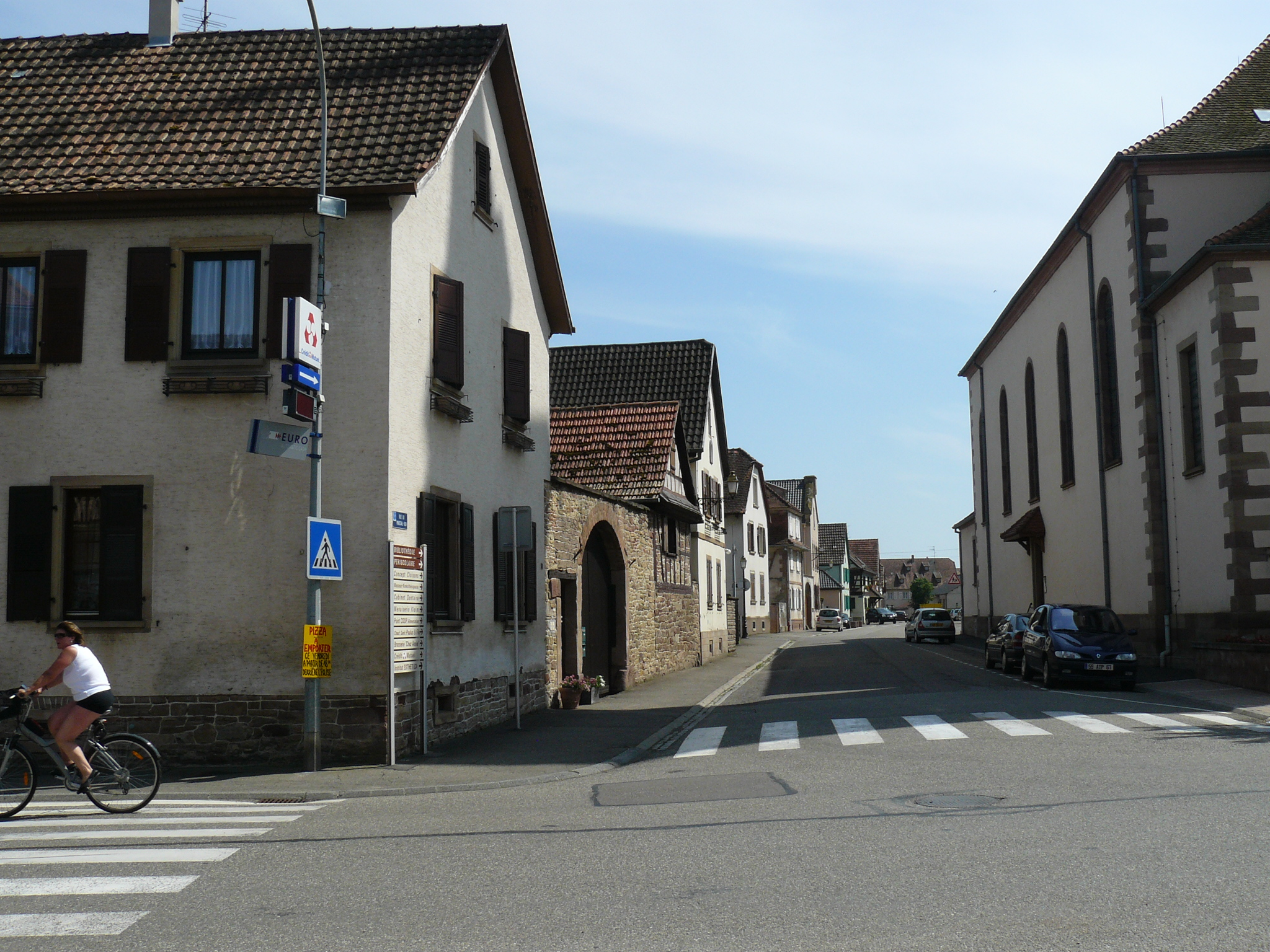
Улице, ведущая к часовне и кладбищу
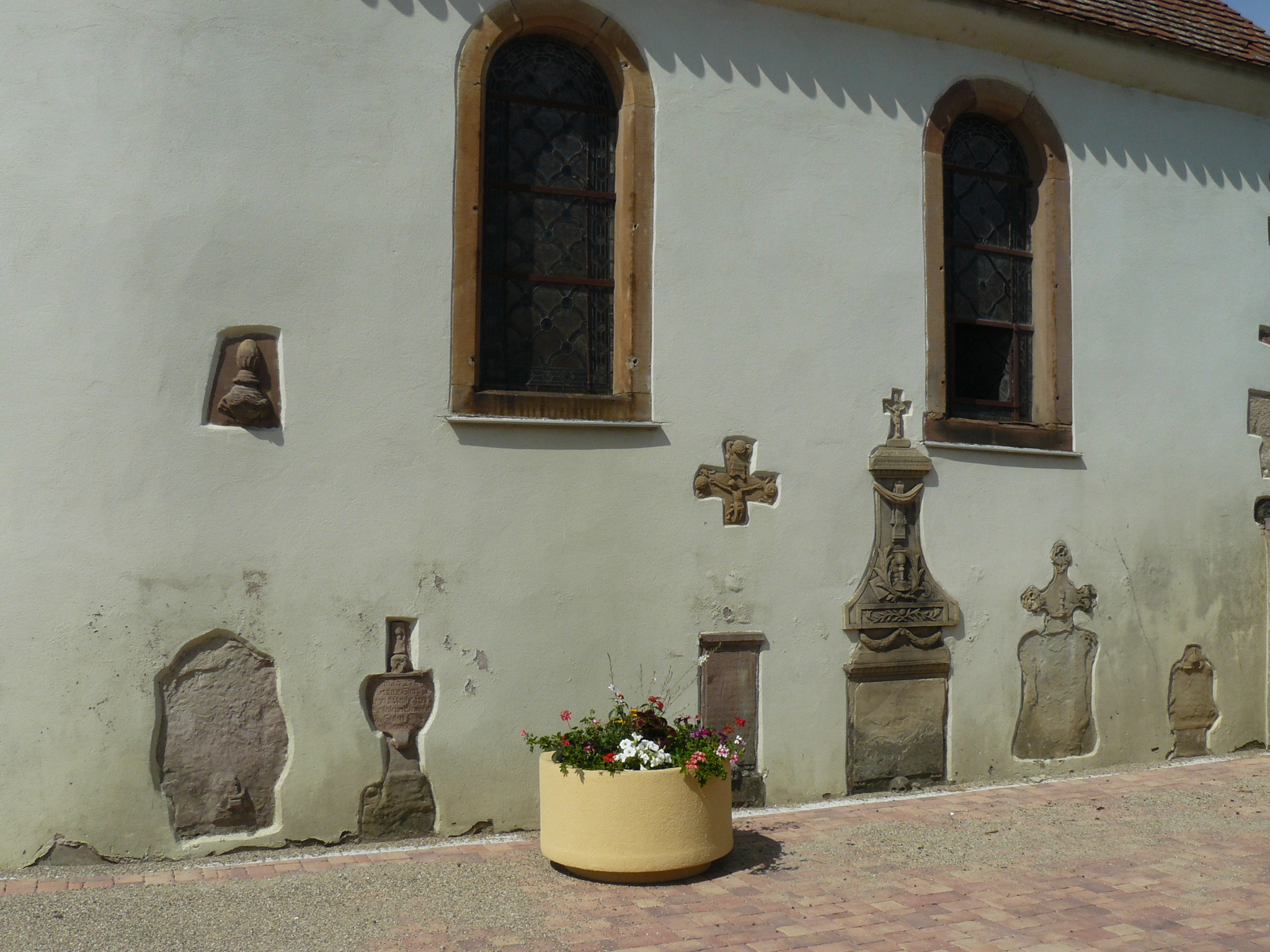
Надгробные камни, вырезанные на внешних стенах часовни на погосте
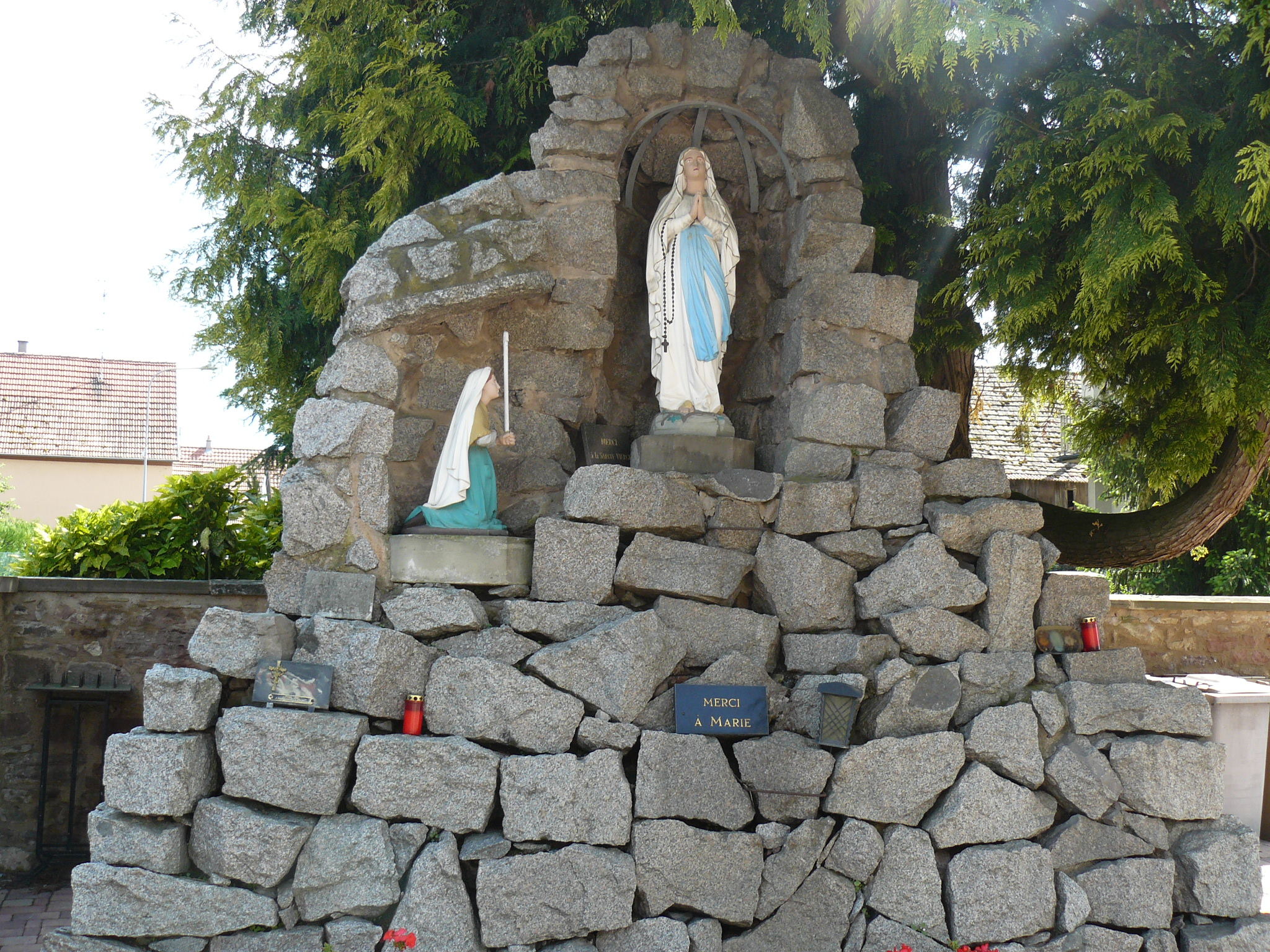
Грот Лурдес возле церкви